# Pivovar Vrchlabí
Pivovar a sodovkárna Vrchlabí je zaniklý potravinářský provoz v krkonošském městě Vrchlabí. Hlavní budova bývalého pivovaru však dodnes stojí a je součástí developerského projektu.

## Historie pivovaru
Původní hraběcí pivovar existoval ve Vrchlabí asi od roku 1533, jeho majitelé se v průběhu staletí střídali, až roku 1880 zanikl a byl zbořen. Více než dvacet let pak bylo Vrchlabí bez vlastního piva, až roku 1901 byl postaven nový městský akciový pivovar, tehdy pod názvem Actienbrauerei Hohenelbe.
Voda pro pivovar byla jímána vodojemem v oblasti Pekla v horní části Vrchlabí a do pivovaru vedena litinovým potrubím o světlosti 100 mm. Až po 80 letech bylo toto potrubí částečně opraveno pro potřeby sodovkárny, později však zaslepeno a dnes je toto prameniště využito pro městský vodovod.
Reklamní plakát, pravděpodobně z doby po II. světové válce a tedy doby akciového pivovaru v národní správě, udává v sortimentu světlé 10° pivo a černý 12°ležák. Po roce 1948 byl pivovar znárodněn, v průběhu reorganizací československého hospodářství měnil oficiální názvy zřizovatele (Krkonošské pivovary, Hradecké pivovary, Východočeské pivovary apod.). V 60. a 70. letech se standardně vařilo pivo 7° a 10° obchodní značky Rýbrcoul. Pouze na Vánoce se vařilo také 12° pivo. Poslední pivní várka zde byla uvařena 29. 10. 1973. Část technologií byla demontována a poskytnuta jiným pivovarům či lihovarům, vrchlabský byl přestavěn na sodovkárnu a ještě v roce 2000 se zde vyráběly nealkoholické nápoje, sodovky a limonády v čirém skle 0,33 l.
Je téměř neuvěřitelné, že za celou dobu existence nebyl areál pivovaru poznamenán přílišnými stavebními úpravami a dochoval se v téměř nezměněné podobě, vyhnula se mu i móda trojdílných špaletových oken.

## Developerský projekt
V letech 2007 až 2009 provedla developerská společnost ORCO v areálu pivovaru řadu demolicí, byly strženy téměř všechny historické budovy pomocných provozů a zůstala stát pouze dominantní budova podél silnice a pivovarský komín. Společnost ORCO tehdy plánovala výstavbu „... celkem 163 bytových jednotek. V první fázi bude vystavěn bytový dům D se 78 byty. V druhé fázi bude rekonstruován pivovar s 31 apartmány. A v poslední fázi bude postaveno 54 bytů, které budou situovány v budovách s označením A, B a C.“ – patrně vlivem nastupující hospodářské recese byl projekt zrušen, přestože některé byty v nedokončeném domě již byly prodány. Koncem léta 2009 již byla zastřešená hrubá stavba železobetonového monolitového domu zakonzervována a staveniště opuštěno. Po dokončení výstavby byla plánována bohatá zeleň, ani k její výsadbě pochopitelně nedošlo.
Na jaře 2012 projekt oživila společnost ONSET, zredukovala plánovanou výstavbu a ve spolupráci s trutnovskou stavební společností BAK spustila novou výstavbu v bloku D. V červnu 2012 se začala montovat okna a připevňovat vnější zateplení, koncem roku byla tato budova již prakticky dokončena.[zdroj⁠?!]
Původní budova pivovaru se přeměnila na obchodní dům. Došlo k výměně původních dřevěných a ocelových oken za nová plastová, a vysokou vnitřní loď varny v západní části budovy přepažily nově vybetonované vodorovné stropní konstrukce a tyto prostory jsou osvětlované z mnoho metrů vysokých okenních otvorů, které stylově připomínají původní architekturu.